# آداموویزنا، استان ماسوویان
اداموازنا، مسوویان ویوودشیپ (به لاتین: Adamowizna, Masovian Voivodeship) در لهستان است که در Gmina Grodzisk Mazowiecki واقع شده‌است.